# Schaub (sobrenome)
Schaub:
- Brendan (Peter) Schaub (*1983, Aurora CO), lutador americano de artes marciais mistas (MMA)
- Julius (Gregor) Schaub (1898, Munique–1967, Munique), um farmacêutico alemão
- Louis Schaub(es) (*1994, Fulda), um futebolista austríaco
- (Matthew) "Matt" (Rutledge) Schaub (*1981, West Chester / Pittsburgh, Penn.), um jogador profissional de futebol americano
- Walter Schaub Fenner(es) (1889, Los Sauces–1975, Chiguayante), um inventor chileno

## Distribuição
Schaub (Suíça), Schaub (Alemanha), Schaub (Czechia), Schaubová (Czechia), Schaub (Polônia)
Šaub (Czechia), Šaubová (Czechia)
Szaub (Polônia)